# Shlomo Ben Ami
Shlomo Ben Ami (en hebreo: שלמה בן עמי) (Tánger, 17 de julio de 1943) es un político, diplomático e historiador israelí. Miembro del Partido Laborista Israelí, ha sido ministro de Asuntos Exteriores de dicho país y fue el segundo embajador de Israel en España. Actualmente es vicepresidente del Centro Internacional de Toledo por la Paz (CITpax) y forma parte del patronato de la Fundación Bancaria La Caixa.

## Estudios
Cursó estudios universitarios de Historia y de literatura hebrea en la Universidad de Tel Aviv y posteriormente en la Universidad de Oxford, llegando a ser el máximo responsable del departamento de Historia de la Universidad de Tel Aviv entre 1982 y 1986. Dos de sus libros más destacados los escribió desde la editorial de Oxford, la Oxford University Press: The Origins of the Second Republic in Spain (1978) y Fascism from Above  (1983).
Desde 1987 es miembro correspondiente de la Real Academia de la Historia de España.
En 1993 el profesor Ben Ami creó el Curiel Center for International Studies en la Universidad de Tel Aviv, que dirigió hasta 1996, año en que se convirtió en parlamentario.

## Labor en el exterior de Israel
Miembro del partido laborista, llegó a ser en 1987 el segundo embajador de su país en España, cargo que desempeñó hasta 1991. Durante las conferencias de paz celebradas en Madrid (referentes al conflicto palestino-israelí) desempeñó un cargo oficial por la parte israelí. Más tarde lideraría la representación de su país en las Conversaciones Multilaterales sobre Refugiados en el Medio Oriente de Ottawa (Canadá).

## Parlamentario y ministro
En 1996 fue elegido miembro de la Knéset (parlamento israelí), participando especialmente en los comités de Asuntos Exteriores y de Defensa.
En 1999, al llegar al poder el partido laborista encabezado por Ehud Barak, Ben Ami fue designado ministro de seguridad pública. Un año después (julio de 2000), y coincidiendo con las conversaciones con líderes palestinos que se produjeron en la Cumbre de Paz de Camp David auspiciadas por el entonces presidente Bill Clinton, Ben Ami pasó a desempeñar también el cargo de ministro de Asuntos Exteriores, cargo en el que fue ratificado en noviembre de ese mismo año, sustituyendo a David Levy. Ben-Ami permaneció como ministro de Asuntos Exteriores y de Seguridad hasta marzo de 2001, cuando, tras ganar las elecciones, Ariel Sharon sustituyó a Barak. 
En su informe publicado en 2003, la Comisión Or lo responsabilizó del comportamiento de las fuerzas de seguridad durante los disturbios de octubre de 2000, en los que la policía israelí mató a doce árabes israelíes y a un palestino, y no previó ni controló los disturbios que resultaron en la muerte de un israelí judío. El informe recomendó que Ben-Ami fuera inhabilitado para ejercer como ministro de Seguridad Interna en el futuro.
En su faceta de ministro de Exteriores dirigió las negociaciones secretas con Abu Alá en Estocolmo (conocidas como El canal sueco) en el mismo año 2000.
En marzo de 2001 obtuvo la victoria el partido Likud, entonces liderado por Ariel Sharón, con lo que Ben Ami abandonó el gobierno; a pesar de su victoria, el Likud ofreció a Ben Ami la posibilidad de participar en su gobierno, que este rechazó, ocupando el puesto Shimon Peres.

## Obras escritas
- The Origins of the Second Republic in Spain (Oxford University Press, 1978).
- Spain between Dictatorship and Democracy (1980).
- Historia del Estado de Israel -junto a Zvi Medin- (Ediciones Rialp, 1981).
- Fascism from Above: Dictatorship of Primo de Rivera in Spain, 1923–1930 (Oxford University Press, 1983).
- La dictadura de Primo de Rivera (1923-1930) (Ed. Planeta, 1983).
- Italy between Liberalism and Fascism (1986).
- Anatomía de una Transición (1990).
- Quel avenir pour Israël? Entretien avec Yves Charles Zarka, Jeffrey Andrew Barash et Elhanan Yakira (Presses Universitaires de France, 2001).[9]
- A Front Without a Homefront: A Voyage to the Boundaries of the Peace Process (Yedioth Ahatonoth, Tel Aviv, 2004).
- Scars of War, Wounds of Peace: The Israeli-Arab Tragedy (Oxford University Press, 2006).[10]
- Profetas sin honor (RBA Libros, 2023).

## Reconocimientos
- Gran Cruz de la Orden del Mérito Civil (2008)[11]